# リロ&スティッチのフリフリ大騒動〜Find Stitch!〜
リロ＆スティッチのフリフリ大騒動〜Find Stitch!〜（Lilo & Stitch's Big Panic "Find Stitch!"）は2006年4月15日（東京ディズニーランド23周年の日） - 7月13日および、2007年4月10日 - 7月19日にかけて東京ディズニーランドで開催されたスペシャルイベント。

## 共通する概要
ディズニー映画『リロ&スティッチ』のスティッチが主役となり、同映画にも登場する様々なキャラクターがパレードに出演する。
スペシャルイベントを通して使われる「オハナ」(Ohana)という言葉はハワイ語で家族という意味（血縁関係があるものだけでなく、親友という意味でも使われる）。フリフリ(Hulihuli)もまたハワイ語であり、「回す」「回る」「ひっくり返す」などを意味するHuliの強調表現である。
各開催年ごとの内容は以下を参照のこと。

## 2006年
キャッチコピーは「ハチャメチャだらけのパラダイス」「スティッチ、それは、やりすぎだよ。」

### エンターテイメント

#### フリフリ・オハナ・バッシュ
フリフリ・オハナ・バッシュ（Hulihuli Ohana Bash）は、スペシャルイベント期間中に東京ディズニーランドのパレードルートで開催されるパレード。フロートがファンタジーランド - ウエスタンランド、プラザ、トゥモローランド - トゥーンタウンの3箇所で停止し、それぞれ異なるショーモードに入る。このパレードは以下のフロートで構成されている。
※左からフロートの名称、そのフロートに乗っているキャラクター。また、搭乗しているキャラクターやフロートの順番はエリアによって異なるが、以下ではプラザでのフロート構成をメインに紹介する。
- スティッチフロート　スティッチ
- ペンチュー！フロート　チップ&デール
- クラリス・フラ・フロート　クラリス
- ガントゥフロート　ガントゥ、ハムスター・ヴィール、試作品625号、フィリックス、試作品627号
- チキ・フロート　ホセ・カリオカ、パンチート
- トロピカルフルーツ・フロート　ヒューイ・デューイ・ルーイ
- ルアウ・ミュージック・フロート　ドナルド、グーフィー、ティモン、サンプル
- ルアウ・ホーム・フロート　ミッキー、ミニー、プルート、エンジェル
- ルアウ・ごちそう・フロート　デイジー、クララベル・カウ、ホーレス・ホースカラー
- ターク・フラ・フロート　ターク、クララ・クラック
- ジャンバ・ラボ・フロート　ジャンバ博士、プリークリー、スパーキー
- タートル・フロート　ファイファー、フィドラー、プラクティカル

##### プラザ
プラザでのパレードは「みんなでスティッチと"オハナ"になろう」という内容。スティッチやミッキー、ミニーと共にオハナのフラを踊る。また、プラザではフロートの順序の入れ替えが非常に激しく、プラザでのフロートの順序とトゥモローランド - トゥーンタウンでのフロートの順番が異なる（このような入れ替えは東京ディズニーランドのパレードでも過去にあまり例が無く珍しい）。

###### 構成
プラザへ進入するときの進行方向。ここでのフロート名は上記に挙げたものに準える。
| スティッチフロート                 | シンデレラ城前方面               |
| チップ&デールフロート              | クリスタルパレス・レストラン方面 |
| クラリスフロート                   | シンデレラ城前方面               |
| ガントゥフロート                   | シンデレラ城前方面               |
| チキルームフロート                 | シンデレラ城前方面               |
| ヒューイ・デューイ・ルーイフロート | シンデレラ城前方面               |
| ドナルド・グーフィーフロート       | シンデレラ城前方面               |
| ミッキーフロート                   | シンデレラ城前方面               |
| デイジーフロート                   | シンデレラ城前方面               |
| クララ・クラックフロート           | シンデレラ城前方面               |
| ジャンバフロート                   | シンデレラ城前方面               |
| 三匹の子ぶたフロート               | クリスタルパレス・レストラン方面 |

チップ&デールフロートと三匹の子ぶたフロートは他のフロートと異なり、シンデレラ城前方面へ進むのではなく逆方向のクリスタルパレス・レストラン方面へ進む。その後ショーモードに突入する際、180度方向転換する。そのため、チップ&デールフロートはプラザ進入時はスティッチフロートの後ろにあるが、ショーモード後は三匹の子ぶたフロートの後ろに変更になり、三匹の子ぶたフロートもプラザ進入時はチップ&デールフロートの後ろにあるが、ショーモード後はジャンバフロートの後ろになる。
また、このパレードのショーモードは、一般的なパレードのショーモードと異なり、同じ場所にずっと停止するのではなく、一時停止、再始動を繰り返す（3箇所に停止する）。

##### トゥモローランド - トゥーンタウン
ドナルド・グーフィーフロート
デイジーフロート
クララ・クラックフロート
ジャンバフロート
三匹の子ぶたフロート
チップ＆デールフロート
クラリスフロート
ガントゥフロート
ヒューイ・デューイ・ルーイフロート
スティッチフロート（プリークリーが乗車）
オムニバス
ミッキーフロート（スティッチ乗車）

### デコレーション
このイベントが開催中はパークのあちこちにスティッチの落書きや足跡がある。エントランスのゲートには東京ディズニーランド・ガイドと一緒に「Find Stitch!ヒントブック」が設置されており、スティッチの落書きがある場所のヒントが詳しく書かれている。

## 2007年
キャッチコピーは「スティッチをさがせ!」
2007年は4月10日 - 7月19日にかけて行われた。イベント名は昨年と同じ「リロ&スティッチのフリフリ大騒動〜Find Stitch!〜」だが、イベントのロゴには"Hana Hou!!"というサブタイトルが追加されている。
Hana Houは、ハワイ語で「もう1回」、「アンコール」の意。2006年のイベント楽曲の歌詞の中にも"Hana Hou!!"というフレーズが存在していた。
2006年と比べて、「スティッチを探せ!」というテーマが強化されており、いくつかのアトラクションには、概観への落書きに止まらず、スティッチが特別出演している。

### フリフリ・オハナ・バッシュ
基本的には2006年版と同じであるが、若干変更点がある。主な相違点は以下の通り。
- 使用される楽曲の一部の英語歌詞部分が日本語歌詞に変更された。
- パレード出現前のアナウンスの内容（スティッチを捕獲しようとするハムスターヴィール、ガントゥらの会話）が異なっている。
- オムニバスが２台に追加された。

### アロハ!ディズニー
トゥモローランド・テラス特設ステージにて、ハワイアン・ライヴ「アロハ!ディズニー」が開催された。
下記の日程で、1日1回から2回のライヴ演奏が行われる。キャラクターの出演は一切無い。
出演アーティスト
Kina & Kalani - （6月16日、24日、25日）
Matsumoto Shave Ice Band - （6月17日、18日）
笛吹奈保子 & エコモマイ - （6月22日、23日、29日）
Leo Aloha - （6月30日、7月1日）